# If I Didn't Care
If I Didn't Care è un brano musicale scritto da Jack Lawrence, originalmente inciso dai The Ink Spots nel 1939. Lawrence ha dichiarato di avere spedito, prima della pubblicazione del brano, una sua registrazione ad alcuni amici, i quali avevano avuto una reazione perlopiù negativa, ma lui ha deciso comunque di pubblicarlo e successivamente è diventato uno dei suoi più grandi successi.
Negli anni '50 sia The Hilltoppers e Connie Francis incisero il brano, come fece David Cassidy nel 1974. Un'altra cover importante fu realizzata da The Platters. Nel 1970, il gruppo soul The Moments (successivamente conosciuto come Ray, Goodman & Brown) ebbe successo raggiungendo la 44ª posizione nella Billboard Hot 100. Una cover è stata realizzata dai Madness per il loro album Wonderful nel 1999. È stata aggiunta alla Grammy Hall of Fame al numero 271 della lista "Songs of the Century". Con 19 milioni di copie vendute, si trova all’ottavo posto nella lista dei singoli più venduti di sempre.

## Nella cultura di massa

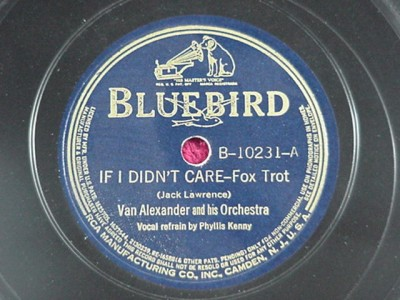
Vinile della canzone.

- La canzone originale registrata dagli Ink Spots è stata usata come colonna sonora nei film Le ali della libertà, Get Low e Radio Days.
- La canzone appare nel film Miss Pettigrew, cantata dagli attori Amy Adams e Lee Pace.
- È stata usata nella serie televisiva Blue Jeans.
- Può essere ascoltata nel videogioco BioShock.
- La canzone è spesso cantata da Fred G. Sanford (Redd Foxx) nella serie televisiva Sanford and Son ed era la canzone preferita del personaggio.
- La canzone è cantata da un civile nell'episodio "X-Cops" degli X-Files.
- Era presente nella campagna pubblicitaria di Blade Runner.
- È presente nel capolavoro di Ciprì e Maresco "Il ritorno di Cagliostro"